# Protocol Buffers
Protocol Buffers — формат серіалізації даних, запропонований корпорацією Google, як альтернатива XML. Оригінальна реалізація Google для C++, Java та Python доступна під вільною ліцензією. Google стверджує, що protocol buffers в декілька раз збільшує швидкість обробки даних та суттєво зменшує обсяги передаваної інформації.

## Приклад використання
```
message
 
Point
 
{

  
required
 
int32
 
x
 
=
 
1
;

  
required
 
int32
 
y
 
=
 
2
;

  
optional
 
string
 
label
 
=
 
3
;

}

message
 
Line
 
{

  
required
 
Point
 
start
 
=
 
1
;

  
required
 
Point
 
end
 
=
 
2
;

  
optional
 
string
 
label
 
=
 
3
;

}

message
 
Polyline
 
{

  
repeated
 
Point
 
point
 
=
 
1
;

  
optional
 
string
 
label
 
=
 
2
;

}

```

Це компілюється за допомогою protoc. Потім C++ програма може це використати якось так:
```
#include
 
"polyline.pb.h"
  // згенеровано викликом protoc polyline.proto

Line
*
 
createNewLine
(
const
 
std
::
string
&
 
name
)
 
{

  
Line
*
 
line
 
=
 
new
 
Line
;

  
line
->
mutable_start
()
->
set_x
(
10
);

  
line
->
mutable_start
()
->
set_y
(
20
);

  
line
->
mutable_end
()
->
set_x
(
30
);

  
line
->
mutable_end
()
->
set_y
(
40
);

  
line
->
set_label
(
name
);

  
return
 
line
;

}

Polyline
*
 
createNewPolyline
()
 
{

  
Polyline
*
 
polyline
 
=
 
new
 
Polyline
;

  
Point
*
 
point1
 
=
 
polyline
->
add_point
();

  
point1
->
set_x
(
10
);

  
point1
->
set_y
(
10
);

  
Point
*
 
point2
 
=
 
polyline
->
add_point
();

  
point2
->
set_x
(
10
);

  
point2
->
set_y
(
10
);

  
return
 
polyline
;

}

```